# 浮若閣摩爾皇家墓園

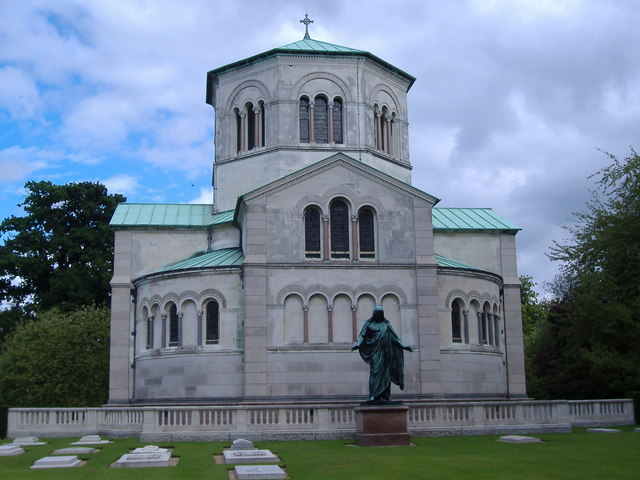
後方為葬有維多利亞女王的浮若閣摩爾皇家陵墓，前方便是浮若閣摩爾皇家墓園。

51°28′26.4″N 0°35′54.9″W / 51.474000°N 0.598583°W
浮若閣摩爾皇家墓園（英語：Royal Burial Ground, Frogmore）是英國王室的墓地，於1928年10月23日由牛津主教祝聖。墓園座落在位於伯克郡溫莎家庭公園的浮若閣摩爾之內，毗鄰葬有維多利亞女王與王夫艾伯特親王的浮若閣摩爾皇家陵墓。

## 簡介
由於聖喬治禮拜堂的皇家墓室自1918年起已有23名王室成員入葬，將不能容納更多王室成員的遺體，英國時任國王喬治五世批准在浮若閣摩爾建造新的皇家墓園，以將皇家墓室的空間留給未來的君主及他們的直系繼承人奉安。
英國君主及其配偶一般都不會被安葬於皇家墓園，而是入葬聖喬治禮拜堂的皇家墓室或國王喬治六世紀念禮拜堂；但宣佈退位後獲封溫莎公爵的愛德華八世則是個例外，他和退位後迎娶的妻子華麗絲·辛普森一同安葬於此。
第七代普朗克特男爵帕特里克·普朗克特是當中唯一一位與王室成員無血緣或婚姻關係的入葬者，他只是一名王室侍從武官，由伊莉莎白二世破例准許入葬。最新一位入葬墓園的則是雅麗珊郡主的丈夫安格斯·奧格威爵士，他在2005年奉安墓園。
毗鄰墓園建有浮若閣摩爾皇家陵墓，以及葬有維多利亞女王的母親肯特公爵夫人維多利亞公主、建於1861年的肯特公爵夫人陵墓。

## 安葬者

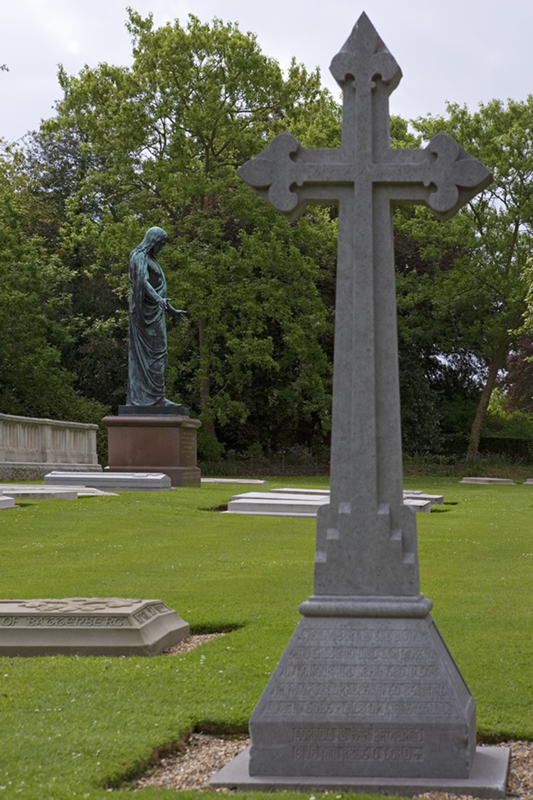
豎立在浮若閣摩爾皇家墓園的石質十字架。

自1928年建成至今，浮若閣摩爾皇家墓園共有33人入葬，其中包括於2013年歸葬塞爾維亞的南斯拉夫瑪麗亞王后。部分原先安葬於聖喬治禮拜堂皇家墓室的王室成員在浮若閣摩爾墓園於1928年建成後被遷葬於此。

### 1928年入葬

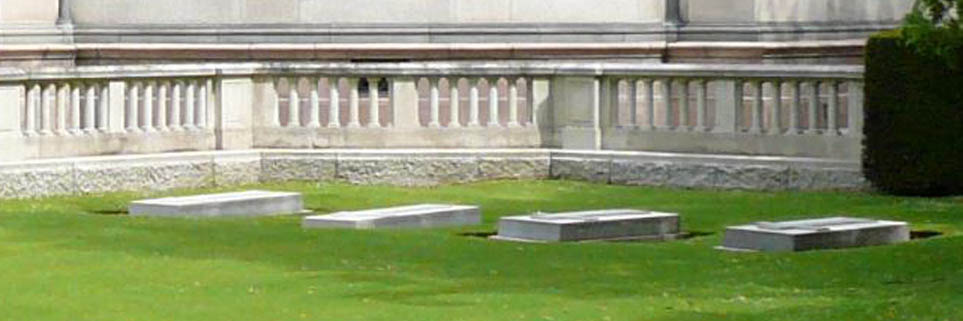
墓園內屬於瑪麗王后的母族什勒斯維希-霍爾斯坦家族成員的墓地。

- 1928 什勒斯維希-霍爾斯坦的哈拉爾王子（1876–1876）：海倫娜公主的兒子。初葬於聖喬治禮拜堂皇家墓室，後於1928年10月末遷葬皇家墓園，與母親合葬。
- 1928 特克的弗朗西斯王子（英语：Prince Francis of Teck）（1870–1910）：瑪麗王后的弟弟。葬禮於1910年11月5日在聖喬治禮拜堂舉行，隨即安葬於皇家墓室，後於1928年10月末遷葬皇家墓園。
- 1928 康諾特和斯特拉森公爵夫人路易絲·瑪格麗塔公主（1860–1917）：康諾特和斯特拉森公爵亞瑟王子的妻子。遺體於1917年3月18日在戈爾德斯格林火葬場（英语：Golders Green Crematorium）火化，是第一位火化遺體的王室成員；葬禮於1917年3月19日在聖喬治禮拜堂舉行，放有其骨灰的棺木隨即安葬於皇家墓室，後於1928年10月末遷葬皇家墓園。
- 1928 什勒斯維希-霍爾斯坦的克里斯蒂安王子（1831–1917）：海倫娜公主的丈夫。葬禮於1917年11月1日在聖喬治禮拜堂舉行，隨即安葬於皇家墓室，後於1928年10月末遷葬皇家墓園。
- 1928 利奧波德·蒙巴頓勳爵（1889–1922）：維多利亞女王的外孫、碧翠絲公主的兒子。葬禮於1922年5月1日在聖喬治禮拜堂舉行，隨即安葬於皇家墓室，後於1928年10月末遷葬皇家墓園。
- 1928 海倫娜公主（1846–1923）：維多利亞女王的女兒、什勒斯維希-霍爾斯坦的克里斯蒂安王子的妻子。葬禮於1923年6月15日在聖喬治禮拜堂舉行，隨即安葬於皇家墓室，後於1928年10月末遷葬皇家墓園。
- 1928 第一代劍橋侯爵阿道弗斯·康布里居（1868–1927）：瑪麗王后的弟弟、劍橋侯爵夫人瑪格麗特·康布里居（英语：Margaret Cambridge, Marchioness of Cambridge）的丈夫。葬禮於1927年10月29日在聖喬治禮拜堂舉行，隨即安葬於皇家墓室，後於1928年10月末遷葬皇家墓園，與妻子合葬。
- 1928 特雷馬頓子爵魯珀特·康布里居（英语：Rupert Cambridge, Viscount Trematon）（1907–1928）：第一代阿斯隆伯爵亞歷山大·康布里居（英语：Alexander Cambridge, 1st Earl of Athlone）的兒子、瑪麗王后的姪兒。葬禮於1928年4月19日在聖喬治禮拜堂舉行，隨即安葬於皇家墓室，後於1928年10月末遷葬皇家墓園。

### 1929–1949年間入葬

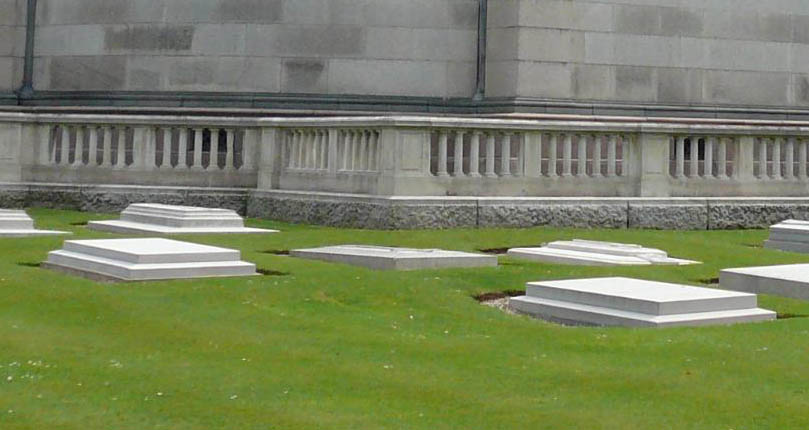
墓園內阿蓋爾公爵夫人路易絲公主的墓碑（中）。

- 1929 劍橋侯爵夫人瑪格麗特·康布里居（英语：Margaret Cambridge, Marchioness of Cambridge）（1873–1929）：第一代劍橋侯爵阿道弗斯·康布里居的妻子。葬禮於1929年3月30日在聖喬治禮拜堂舉行，隨即安葬於皇家墓園，與丈夫合葬。
- 1935 維多利亞公主（1868–1935）：愛德華七世的女兒。葬禮於1935年12月7日在聖喬治禮拜堂舉行，隨即安葬於皇家墓園。
- 1938 康諾特的亞瑟王子（1883–1938）：康諾特和斯特拉森公爵亞瑟王子的兒子、第二代法夫女公爵亞歷山德拉公主的丈夫。葬禮於1938年9月16日在聖喬治禮拜堂舉行，隨即安葬於皇家墓室，後於同月22日遷葬皇家墓園。
- 1940 阿蓋爾公爵夫人路易絲公主（1848–1939）：維多利亞女王的女兒、第九代阿蓋爾公爵約翰·坎貝爾的妻子。遺體在戈爾德斯格林火葬場（英语：Golders Green Crematorium）火化；葬禮於1939年12月12日在聖喬治禮拜堂舉行，放有其骨灰的棺木隨即安葬於皇家墓室，後於1940年3月13日遷葬皇家墓園。
- 1942 康諾特和斯特拉森公爵亞瑟王子（1850–1942）：維多利亞女王的兒子。葬禮於1942年1月23日在聖喬治禮拜堂舉行，隨即安葬於皇家墓室，後於同年3月18日遷葬皇家墓園。
- 1948 石勒苏益格-荷尔斯泰因的海伦娜·维多利亚公主（1870–1948）：海倫娜公主的女兒。葬禮於1948年3月17日在聖喬治禮拜堂舉行，隨即安葬於皇家墓園。

### 1950–1979年間入葬
- 1956 什勒斯維希-霍爾斯坦的瑪麗·路易絲公主（1872–1956）：海倫娜公主的女兒。葬禮於1956年12月14日在聖喬治禮拜堂舉行，隨即安葬於皇家墓園。
- 1957 第一代阿斯隆伯爵亚历山大·坎博里奇（1874–1957）：瑪麗王后的哥哥、阿斯隆伯爵夫人愛麗絲公主的丈夫。葬禮於1957年1月19日在聖喬治禮拜堂舉行，隨即安葬於皇家墓園，與妻子合葬。
- 1968 肯特公爵喬治王子（1902–1942）：喬治五世的兒子。葬禮於1942年8月29日在聖喬治禮拜堂舉行，隨即安葬於皇家墓室，後於1968年8月29日（即其妻瑪麗娜公主喪禮的前一天）遷葬皇家墓園。
- 1968 肯特公爵夫人瑪麗娜公主（1906–1968）：肯特公爵喬治王子的妻子。葬禮於1968年8月30日在聖喬治禮拜堂舉行，隨即安葬於皇家墓園。
- 1972 愛德華八世（1894–1972）：即溫莎公爵，喬治五世的兒子。葬禮於1972年6月5日在聖喬治禮拜堂舉行，隨即安葬於皇家墓園。唯一一位安葬在浮若閣摩爾皇家墓園的英國君主。
- 1972 格洛斯特的威廉王子（1941–1972）：格洛斯特公爵亨利王子的兒子。葬禮於1972年9月2日在聖喬治禮拜堂舉行，隨即安葬於皇家墓園。
- 1972 亚历山大·拉姆齐爵士（1881–1972）：康諾的帕特麗西婭公主的丈夫。葬禮於1972年10月12日在聖喬治禮拜堂舉行，隨即安葬於皇家墓園。
- 1974 康諾的帕特麗西婭公主（1886–1974）：康諾特和斯特拉森公爵亞瑟王子的女兒。葬禮於1974年1月21日在聖喬治禮拜堂舉行，隨即安葬於皇家墓園。
- 1974 格洛斯特公爵亨利王子（1900–1974）：喬治五世的兒子。葬禮於1974年6月14日在聖喬治禮拜堂舉行，隨即安葬於皇家墓園。
- 1975 第七代普朗克特男爵帕特里克·普朗克特（1923–1975）：喬治六世和伊莉莎白二世的王室侍從武官（英语：Equerry）。葬禮於1975年6月在聖詹姆士宮皇家教堂舉行，隨即安葬於皇家墓園。唯一一位與王室成員無血緣或婚姻關係的入葬者[3]。

### 1980年後入葬
- 1981 阿斯隆伯爵夫人愛麗絲公主（1883–1981）：維多利亞女王最後一名去世的孫女。葬禮於1981年1月8日在聖喬治禮拜堂舉行，隨即安葬於皇家墓園，與丈夫合葬。
- 1981 第二代劍橋侯爵喬治·康布里居（英语：George Cambridge, 2nd Marquess of Cambridge）（1895–1981）：第一代劍橋侯爵阿道弗斯·康布里居的兒子、瑪麗王后的姪兒。葬禮於1981年4月23日在聖喬治禮拜堂舉行，隨即安葬於皇家墓園，與妻子合葬。
- 1986 溫莎公爵夫人華麗絲（1896–1986）：溫莎公爵愛德華王子的妻子。葬禮於1986年4月29日在聖喬治禮拜堂舉行，隨即安葬於皇家墓園。
- 1988 劍橋侯爵夫人多蘿西·康布里居（1899–1988）：第二代劍橋侯爵（英语：George Cambridge, 2nd Marquess of Cambridge）的妻子。葬禮於1988年4月7日在聖喬治禮拜堂舉行，隨即安葬於皇家墓園，與丈夫合葬。
- 1994 亨利·阿貝爾·史密斯爵士（英语：Henry Abel Smith）（1900–1993）：梅·阿貝爾·史密斯女勳爵（英语：Lady May Abel Smith）的丈夫。遺體火化後，葬禮於1981年4月23日在聖喬治禮拜堂舉行，後於1994年6月9日（即其妻梅·阿貝爾·史密斯女勳爵喪禮當天）安葬於皇家墓園，與妻子合葬。
- 1994 梅·阿貝爾·史密斯女勳爵（英语：Lady May Abel Smith）（1901–2004）：阿斯隆伯爵夫人愛麗絲公主的女兒、維多利亞女王的曾孫女。葬禮於1994年6月9日在聖喬治禮拜堂舉行，隨即安葬於皇家墓園，與丈夫合葬。
- 2004 格洛斯特公爵夫人愛麗斯王妃（1901–2004）：格洛斯特公爵亨利王子的妻子。葬禮於2004年11月5日在聖喬治禮拜堂舉行，隨即安葬於皇家墓園。
- 2005 安格斯·奧格威爵士（1928–2004）：雅麗珊郡主的丈夫。葬禮於2005年1月5日在聖喬治禮拜堂舉行，隨即安葬於皇家墓園。

### 曾安葬於此
- 1961 南斯拉夫瑪麗亞王后（1900–1961）：維多利亞女王的曾孫女、南斯拉夫國王亞歷山大一世的妻子。流亡英國並在倫敦切爾西去世；葬禮於1961年7月2日在諾丁丘的塞爾維亞正教教堂舉行，隨即安葬於皇家墓園。遺骸於2013年4月26日被挖出，並在同月28日遷葬至塞爾維亞的奧普蘭納聖喬治教堂（英语：Oplenac）[4][5]。

## 開放時間

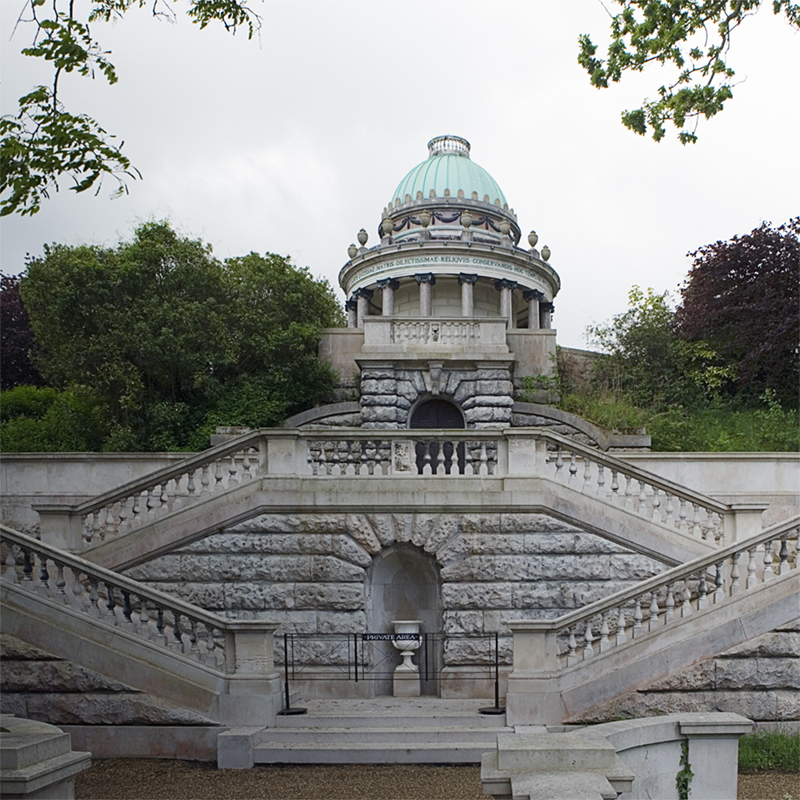
肯特公爵夫人陵墓。

浮若閣摩爾宮及其附設的花園每年一般會在復活節和八月銀行假日左右向公衆開放。浮若閣摩爾皇家墓園本身則並不會向公衆開放參觀，但參觀者可以從浮若閣摩爾宮的花園看到皇家墓園內，亦可遠眺同樣不向公衆開放的肯特公爵夫人陵墓。